# Heckenbach
Heckenbach là một đô thị thuộc huyện Ahrweiler, bang Rheinland-Pfalz, phía tây nước Đức. Đô thị Heckenbach có diện tích 27,34 km², dân số thời điểm ngày 31 tháng 12 năm 2006 là 244 người.